# Comarca de Lisboa
A comarca de Lisboa é uma circunscrição do sistema judicial de Portugal, constituindo a área de jurisdição territorial do Tribunal da Comarca de Lisboa. A sua sede é em Lisboa.
A comarca de Lisboa abrange uma área de 834 km² e tem como população residente 1 093 616 habitantes (2011). Integram-na os sete municípios seguintes: Lisboa, Alcochete, Almada, Barreiro, Moita, Montijo e Seixal.

A comarca de Lisboa faz parte da área de jurisdição do Tribunal da Relação de Lisboa (antigo distrito judicial de Lisboa).

## Tribunal da Comarca de Lisboa
O Tribunal da Comarca de Lisboa constitui o tribunal judicial de primeira instância com competência territorial sobre a comarca de Lisboa, em causas não abrangidas pelas competências de outros tribunais. O seus juízos e outros órgãos encontram-se instalados no Palácio da Justiça de Lisboa (sede do tribunal), no Campus de Justiça de Lisboa e nos palácios da justiça de Almada, do Barreiro, da Moita, do Montijo e do Seixal.
Como órgãos de gestão, o Tribunal de Comarca de Lisboa inclui:
- Juiz presidente (juiz de direito ou desembargador);
- Magistrados judiciais coordenadores (um em cada município da comarca, onde exerçam funções mais de cinco juízes);
- Magistrado do Ministério Público coordenador da comarca;
- Administrador judiciário;
- Conselho de Gestão (composto pelo juiz presidente, pelo magistrado do Ministério Público coordenador e pelo administrador judiciário);
- Conselho consultivo (composto pelos membros do Conselho de Gestão e por representantes dos juízes, dos magistrados do Ministério Público, dos oficiais de justiça, da Ordem dos Advogados, da Ordem dos Solicitadores, dos municípios e dos utentes dos serviços de justiça).

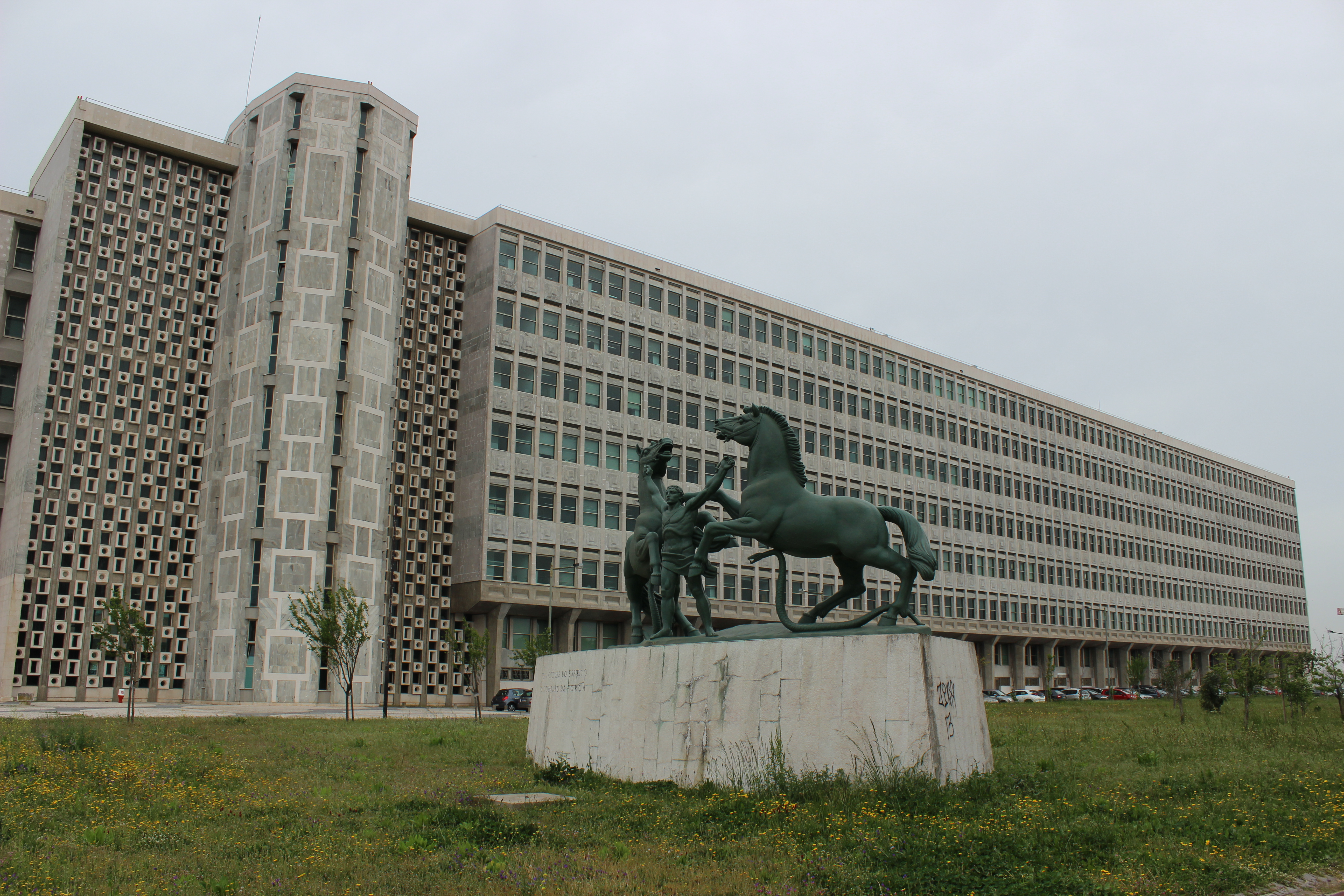
Palácio da Justiça de Lisboa.

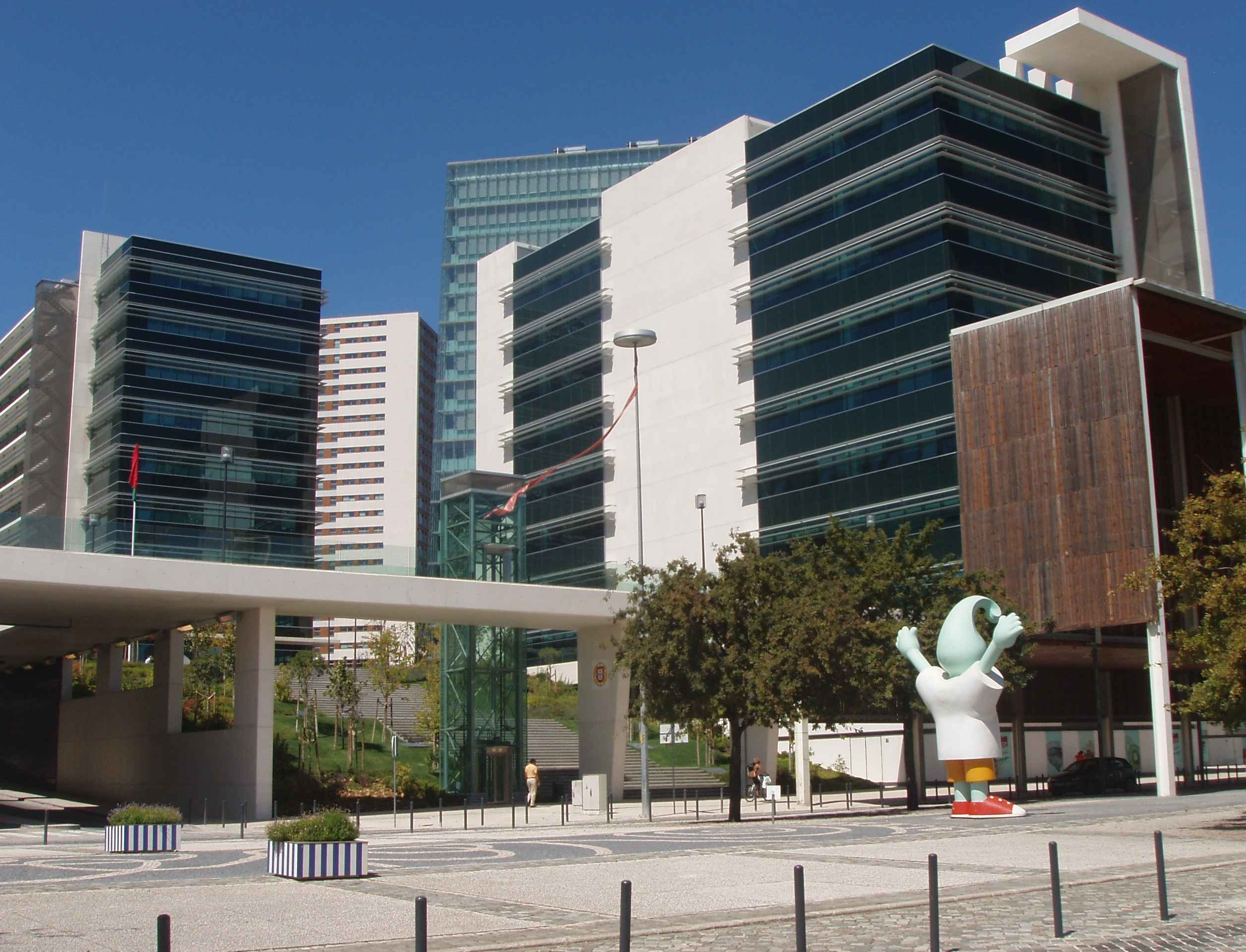
Campus de Justiça de Lisboa.

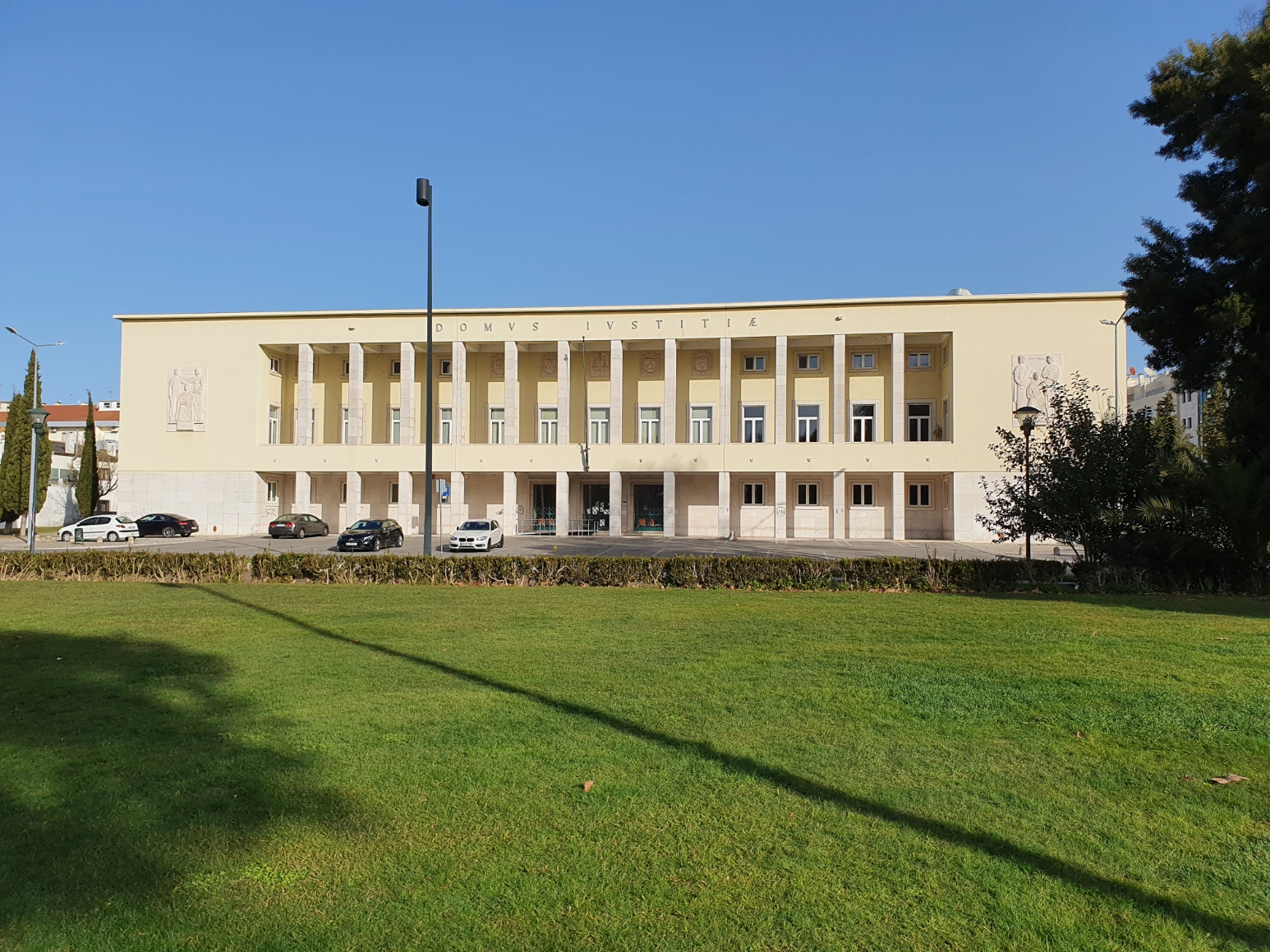
Palácio da Justiça do Montijo.

O Tribunal encontra-se desdobrado nos seguintes juízos:
- Almada (Palácio da Justiça de Almada):

1. Juízo Central Cível de Almada,
2. Juízo Central Criminal de Almada,
3. Juízo de Execução de Almada,
4. Juízo de Família e Menores de Almada,
5. Juízo de Instrução Criminal de Almada,
6. Juízo Local Cível de Almada,
7. Juízo Local Criminal de Almada,
8. Juízo do Trabalho de Almada;

- Barreiro (Palácio da Justiça do Barreiro):

1. Juízo de Comércio do Barreiro,
2. Juízo de Família e Menores do Barreiro,
3. Juízo de Instrução Criminal do Barreiro,
4. Juízo do Trabalho do Barreiro,
5. Juízo Local Criminal do Barreiro;

- Lisboa (Palácio da Justiça de Lisboa):

1. Juízo Central Cível de Lisboa,
2. Juízo de Comércio de Lisboa,
3. Juízo do Trabalho de Lisboa,
4. Juízo Local Cível de Lisboa;

- Lisboa (Campus de Justiça de Lisboa):

1. Juízo Central Criminal de Lisboa,
2. Juízo de Execução de Lisboa,
3. Juízo de Família e Menores de Lisboa,
4. Juízo Local Criminal de Lisboa,
5. Juízo Local de Pequena Criminalidade de Lisboa;

- Moita (Palácio da Justiça da Moita):

1. Juízo Local Cível da Moita;

- Palácio da Justiça do Montijo:

1. Juízo Local Cível do Montijo,
2. Juízo Local Criminal do Montijo;

- Seixal (Palácio da Justiça do Seixal):

1. Juízo de Família e Menores do Seixal,
2. Juízo Local Cível do Seixal,
3. Juízo Local Criminal do Seixal,
4. Juízo de Instrução Criminal do Seixal.[1]

## Outros tribunais
Para além do Tribunal de Comarca propriamente dito, têm também jurisdição sobre a comarca de Lisboa, nas matérias abrangidas pelas respetivas competências especializadas, os seguintes tribunais judiciais de primeira instância de competência territorial alargada:
- Tribunal de Execução de Penas de Lisboa;
- Tribunal Marítimo;
- Tribunal da Propriedade Intelectual;
- Tribunal da Concorrência, Regulação e Supervisão;
- Tribunal Central de Instrução Criminal.[1]

## Procuradoria da República da comarca de Lisboa
A Procuradoria da República da comarca de Lisboa representa o Ministério Público na respetiva comarca. É constituída por:
- Coordenação — a cargo de um magistrado-coordenador, com a categoria de procurador-geral-adjunto;
- Departamento de Investigação e Ação Penal (com quinze secções em Lisboa e uma secção em cada um dos restantes municípios da comarca);
- 29 procuradorias nos juízos (uma em cada juízo do Tribunal da Comarca).[1]